# Ankogel
Ankogel (3.252 moh.) er et bjerg i Ankogelgruppen i den østlige del af bjergkæden Hohe Tauern- i Østrig. Det er det næsthøjeste bjerg i gruppen, kun Hochalmspitze er højere på 3.360 m.
Der går en svævebane fra Mallnitz op til 2.631 m på bjerget, hvilket gør Ankogel til en af de mest tilgængelige alpine toppe.